# Ophthalmolampis indomita
Ophthalmolampis indomita är en insektsart som beskrevs av Marius Descamps 1983. Ophthalmolampis indomita ingår i släktet Ophthalmolampis och familjen Romaleidae. Inga underarter finns listade i Catalogue of Life.